# Fabrikantenvilla

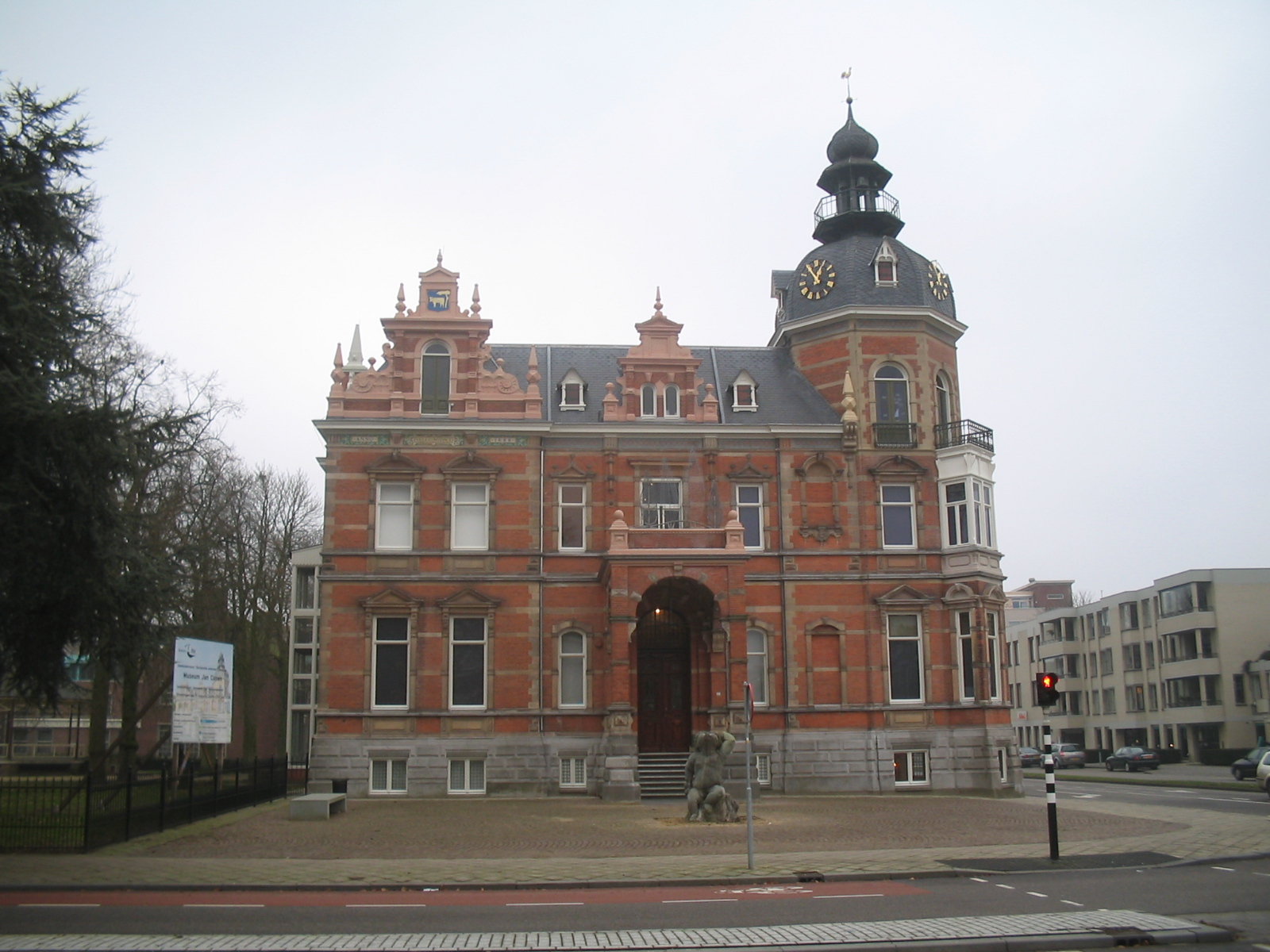
Villa Constance in Oss, woonhuis van de familie Van den Bergh, margarinefabrikant

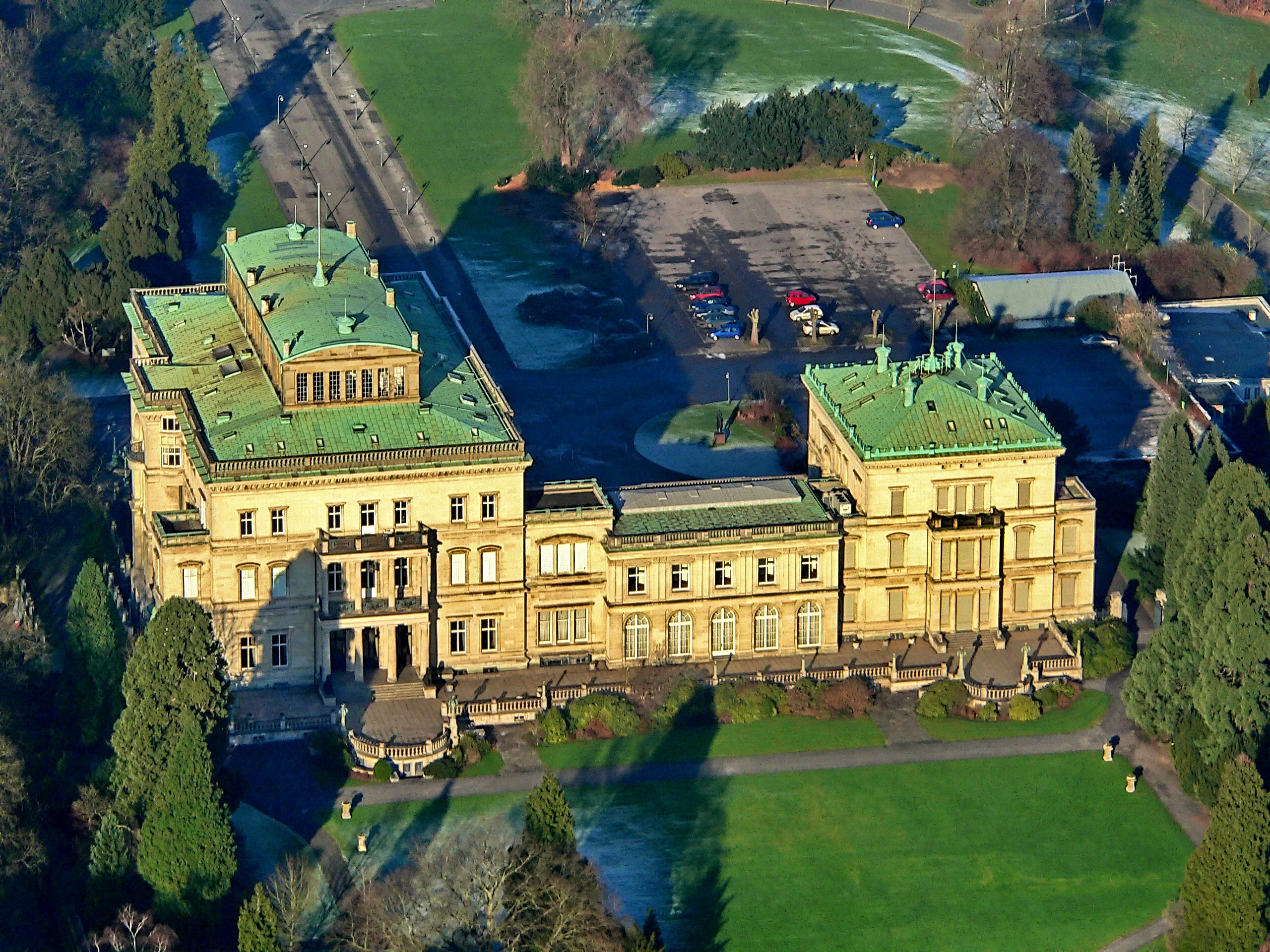
Villa Hügel te Essen, woonhuis van de familie Krupp, staalfabrikant

Onder een fabrikantenvilla wordt een groot herenhuis verstaan dat diende als woonhuis voor een fabrikant. Vooral eind 19e eeuw en begin 20e eeuw, waarin fabrikanten een grote welstand bereikt hadden, werden vele van dit soort huizen gebouwd.
Gewoonlijk betreft het vrijstaande huizen van een voorname, zelfs monumentale, allure met meerdere verdiepingen en vele kamers bevattend. De bouwstijl is in het algemeen traditionalistisch, dikwijls met neorenaissance- of neoclassicistische stijlelementen. Vaak zijn er kasteelachtige kenmerken, zoals torentjes, aan te wijzen, en ook andere onderdelen die status uitstralen, zoals een bordes. Er bestaan zeer grote fabrikantenvilla's die zelfs een paleisachtige aanblik bieden. Uiteraard was veel -vaak inwonend- personeel in de weer om dit alles op orde te brengen en te houden.
Fabrikantenvilla's treft men in de kom van dorpen en steden aan, maar soms ook in het buitengebied, waar ze nogal eens omringd waren door een landgoed. In Vlaanderen wordt een fabrikantenvilla die omringd is door een landgoed, vaak een kasteel of kasteeltje genoemd, hoewel er gewoonlijk geen verwantschap of gelijkenis met een middeleeuws kasteel is.
De meeste fabrikantenvilla's worden tegenwoordig niet meer bewoond door fabrikanten of de nazaten ervan. Soms wonen er nog notabelen in, vaak ook worden ze gebruikt als kantoor, voor notarissen, advocaten, banken en dergelijke. Een enkele fabrikantenvilla is ingericht als museum.